# East Brookfield (Massachusetts)
East Brookfield é uma vila localizada no condado de Worcester no estado estadounidense de Massachusetts. No Censo de 2010 tinha uma população de 2.183 habitantes e uma densidade populacional de 81,01 pessoas por km².

## Geografia
East Brookfield encontra-se localizado nas coordenadas 42° 12′ 35″ N, 72° 02′ 25″ O. Segundo o Departamento do Censo dos Estados Unidos, East Brookfield tem uma superfície total de 26.95 km², da qual 25.51 km² correspondem a terra firme e (5.32%) 1.43 km² é água.

## Demografia
Segundo o censo de 2010, tinha 2.183 pessoas residindo em East Brookfield. A densidade populacional era de 81,01 hab./km². Dos 2.183 habitantes, East Brookfield estava composto pelo 97.16% brancos, o 0.5% eram afroamericanos, o 0.23% eram amerindios, o 0.27% eram asiáticos, o 0% eram insulares do Pacífico, o 0.32% eram de outras raças e o 1.51% pertenciam a duas ou mais raças. Do total da população o 2.34% eram hispanos ou latinos de qualquer raça.